# Stazione meteorologica di Ariano Irpino
La stazione meteorologica di Ariano Irpino è una stazione meteorologica operativa nella città italiana di Ariano Irpino.

## Coordinate geografiche
La stazione meteorologica costituisce il riferimento per il servizio nazionale della protezione civile ed è situata nell'Appennino campano, nel centro storico del comune di Ariano Irpino, sul colle San Bartolomeo (coordinate geografiche: 41°09′08″N 15°05′10″E; altitudine: 794 m s.l.m.).
Dal 1935 al 1951, allorquando costituiva il riferimento per il servizio meteorologico dell'Aeronautica Militare, la meteostazione era ubicata nella villa comunale di Ariano Irpino, sul colle Castello (coordinate geografiche: 41°09′20″N 15°05′42″E; altitudine: 807 m s.l.m.).

## Dati climatologici
In base alla media trentennale di riferimento 1961-1990, la temperatura media del mese più freddo, gennaio, si attesta a +3,8 °C (media delle minime assolute annue -6,9 °C); quella del mese più caldo, agosto, è di +21,6 °C (media delle massime assolute annue +34,0 °C).
Si noti che nella seguente tabella:
- per "T. max. assoluta" si intende la media delle temperature massime assolute mensili;
- per "T. min. assoluta" si intende la media delle temperature minime assolute mensili.

| Ariano Irpino         | Mesi | Mesi | Mesi | Mesi | Mesi | Mesi | Mesi | Mesi | Mesi | Mesi | Mesi | Mesi | Stagioni | Stagioni | Stagioni | Stagioni | Anno |
| Ariano Irpino         | Gen  | Feb  | Mar  | Apr  | Mag  | Giu  | Lug  | Ago  | Set  | Ott  | Nov  | Dic  | Inv      | Pri      | Est      | Aut      | Anno |
| --------------------- | ---- | ---- | ---- | ---- | ---- | ---- | ---- | ---- | ---- | ---- | ---- | ---- | -------- | -------- | -------- | -------- | ---- |
| T. max. media (°C)    | 7,1  | 7,8  | 10,4 | 14,5 | 18,6 | 23,6 | 27,1 | 27,2 | 23,2 | 17,4 | 12,0 | 8,8  | 7,9      | 14,5     | 26,0     | 17,5     | 16,5 |
| T. media (°C)         | 3,8  | 4,4  | 6,7  | 10,3 | 14,2 | 18,6 | 21,5 | 21,6 | 18,5 | 13,5 | 8,8  | 5,7  | 4,6      | 10,4     | 20,6     | 13,6     | 12,3 |
| T. min. media (°C)    | 0,6  | 0,9  | 3,0  | 6,1  | 9,7  | 13,7 | 16,0 | 16,0 | 13,9 | 9,6  | 5,6  | 2,7  | 1,4      | 6,3      | 15,2     | 9,7      | 8,2  |
| T. max. assoluta (°C) | 14,0 | 14,0 | 18,0 | 22,0 | 26,3 | 32,8 | 34,0 | 34,0 | 29,5 | 23,4 | 17,3 | 17,0 | 17,0     | 26,3     | 34,0     | 29,5     | 34,0 |
| T. min. assoluta (°C) | −5,5 | −6,9 | −5,8 | −0,5 | 4,4  | 8,3  | 11,7 | 11,5 | 8,6  | 4,5  | −1,8 | −4,0 | −6,9     | −5,8     | 8,3      | −1,8     | −6,9 |